# Matteo Trentin
Pour les articles homonymes, voir Trentin.
Matteo Trentin, né le 2 août 1989 à Borgo Valsugana, (dans la province de Trente) est un coureur cycliste italien, professionnel depuis 2011. Bon sprinteur et coureur de classiques, il a remporté des étapes sur les trois grands tours et à deux reprises Paris-Tours (2015 et 2017). Il s'est également illustré sur les championnats, avec un titre de champion d'Europe sur route 2018 et une deuxième place sur les championnats du monde sur route 2019.

## Biographie
En 2006, à 17 ans, Matteo Trentin est suspendu deux mois pour un contrôle antidopage positif au salbutamol, au mois de décembre. De retour à la compétition en 2007, il est sacré champion d'Italie de cyclo-cross juniors.
En 2011, Matteo Trentin intègre l'équipe cycliste amateur Marchiol-Pasta Montegrappa-Orogildo. Avec celle-ci, il s'illustre notamment en devenant champion d'Italie sur route espoirs, devant Fabio Aru. 

### 2011-2017: Quick Step

#### 2011-2014: débuts professionnels et deux étapes du Tour
En juin 2011, la formation Quick Step, devenue, en 2012, Omega Pharma-Quick Step, annonce sa signature. Matteo Trentin fait ses débuts dans le peloton professionnel au mois d'août 2011 en tant que stagiaire au sein de la Quick Step. À l'aise dans les sprints, ses directeurs sportifs le voient se distinguer dans les classiques.
En 2012, il découvre Milan-San Remo et les classiques du Nord. Il se classe notamment onzième au sprint du Grand Prix de l'Escaut remportés par Marcel Kittel. À la fin de la saison, il est sélectionné pour les championnats du monde à Valkenburg, où il termine 120e à près de dix minutes du vainqueur Philippe Gilbert.
En 2013, il se fracture le scaphoïde droit, en début de saison, à la suite d'une chute durant le Circuit Het Nieuwsblad, le privant de compétition pendant deux mois. Trentin est aligné sur le Tour d'Italie puis sur le Tour de France pour servir d'équipier à Mark Cavendish et lui préparer les arrivées au sprint. Dans l'épreuve française, il profite d'une autorisation de sa direction pour s'immiscer dans une échappée et s'imposer à l'arrivée de la quatorzième étape. De son propre aveu, ne collaborant pas efficacement, fatigué, il profite du retour du groupe sur Julien Simon, parti seul, pour déclencher son sprint à moins de deux cents mètres de la ligne et remporter la première victoire d'un Italien sur le Tour, depuis 2010.
En 2014, il remporte la 6e étape du Tour de Suisse et est à nouveau présent au départ du Tour de France, où il remporte pour quelques millimètres la 7e étape à l'issue d'un sprint en petit comité devant Peter Sagan et Tony Gallopin.

#### 2015-2017: victoires au Giro, à la Vuelta et sur Paris-Tours
En 2015, il obtient son premier podium dans une semi-classique du nord, terminant troisième du Grand Prix E3, remporté par Geraint Thomas. Après avoir remporté deux étapes du Tour du Poitou-Charentes et une du Tour de Grande-Bretagne, il est sélectionné pour la course en ligne des championnats du monde de Richmond, où il se classe 34e. Deuxième du Tour du Piémont, il remporte ensuite Paris-Tours après avoir été membre d'une échappée initiée dès la première heure de course. Auteur d'une moyenne de 49,642 km/h, il réalise la moyenne la plus rapide de l'histoire sur une course de plus de 200 kilomètres, obtenant ainsi le Ruban jaune à la place de Marco Marcato qui en était détenteur depuis Paris-Tours 2012.
En 2016, il se classe dixième de Milan-San Remo. Lors de la 18e étape du Tour d'Italie, il figure dans l'échappée du jour. Il est lâché dans le dernier grand prix de montagne par Moreno Moser et de son coéquipier Gianluca Brambilla. Grâce à une poursuite dans la dernière ligne droite, il revient sur les deux coureurs devant et les bats au sprint, favorisé à la fois par la présence de Brambilla et par le fait que Moser n'avait pas remarqué son retour. En fin de saison, il remporte une étape au Tour de Wallonie et une autre au Tour de l'Ain, puis abandonne aux mondiaux de Doha.
En 2017, il termine 13e du Tour des Flandres, puis neuvième du championnat d'Italie sur route sur un profil qui ne correspond pas à ses caractéristiques. Il retourne sur le Tour de France mais est hors délais à la fin de la neuvième étape, en raison d'une chute. Contrairement à ses coéquipiers Julian Alaphilippe et Fernando Gaviria, il fait le choix de ne pas prolonger son contrat avec Quick-Step Floors en août 2017 et s'engage avec la formation australienne Orica-Scott pour 2018. Après s'être rétabli, il fait ses débuts sur le Tour d'Espagne et remporte quatre étapes au sprint, la quatrième, la dixième, la treizième et la dernière. Ses victoires lui permettent d'avoir remporté une étape sur chaque grand tour, il est le 100e coureur à avoir réussi cette performance. Grâce à son état de forme (il s'impose également sur la Primus Classic en Belgique), il est de nouveau convoqué pour les championnats du monde de Bergen, en tant que leader. Il se classe quatrième au sprint derrière Peter Sagan, Alexander Kristoff et Michael Matthews. Il conclut sa saison et son passage chez Quick-Step Floors en remportant pour la deuxième fois Paris-Tours.

### 2018-2019: titre européen et médaille mondiale chez Mitchelton-Scott

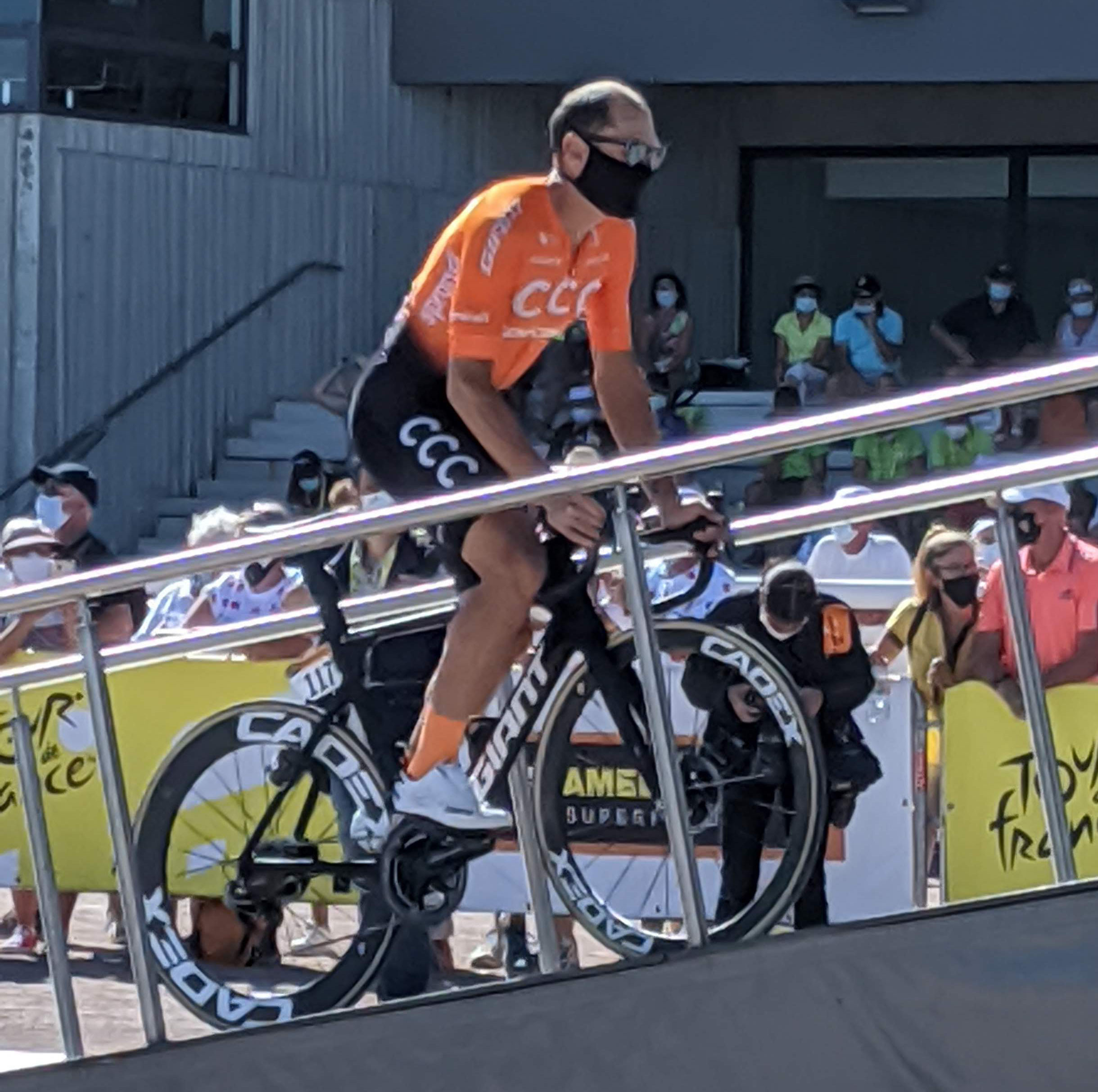
Matteo Trentin au départ de la 11e étape du Tour de France 2020.

Avec sa nouvelle formation Mitchelton-Scott, sa saison 2018 débute tardivement, à cause d'une côte cassée à l'entraînement début janvier. Après avoir atteint une bonne forme à Paris-Nice, il court Milan-San Remo. Dans la descente du Poggio, il se lance à la poursuite du futur vainqueur Vincenzo Nibali, sans pouvoir le rejoindre, terminant la course à la trente-septième place. En avril, il termine notamment septième de Gand-Wevelgem, mais est victime d'une lourde chute sur Paris-Roubaix (fracture d'une vertèbre) qui l'oblige à déclarer forfait pour le Tour d'Italie. En août, il devient champion d'Europe sur route à Glasgow devant Mathieu van der Poel et Wout van Aert, puis termine cinquième de l'EuroEyes Cyclassics. 
En 2019, il gagne une étape du Tour de la Communauté valencienne et deux sur le Tour d'Andalousie. Lors du Tour de France, il remporte en échappée à Gap la 17e étape. Fin juillet, il est présélectionné pour représenter son pays aux championnats d'Europe de cyclisme sur route. Il s'adjuge à cette occasion la septième place de la course en ligne. En septembre, il est leader de l'équipe lors des championnats du monde dans le Yorkshire. Il fait partie du groupe des trois coureurs en lice pour la victoire finale mais se classe deuxième, battu par le Danois Mads Pedersen.

### 2020: expérience mitigée chez CCC
Il décide de rejoindre l'équipe CCC pour la saison 2020. Il commence bien la saison en obtenant la quatrième place du Circuit Het Nieuwsblad. Lors du Tour de France, il s'immisce dans la lutte pour le maillot vert, mais ne décroche que trois top 10. Il termine finalement à la troisième place du classement par points derrière Sam Bennett et Peter Sagan. En raison du forfait de Greg Van Avermaet, il est propulsé leader sur les classiques flandriennes et se classe troisième de Gand-Wevelgem, mais termine loin sur le Tour des Flandres (62e). En difficultés financières, l'équipe CCC s'arrête à l'issue de la saison.

### 2021-2023: chez UAE Emirates
En 2021, Matteo Trentin signe pour deux ans avec l'équipe UAE Emirates.
Initialement retenu pour participer au Tour de France 2022, Trentin est contraint de déclarer forfait à la suite d'un test positif au SARS-CoV-2 à quelques jours du départ. Son équipe sélectionne Marc Hirschi pour le remplacer.

### 2024: Tudor
Trentin signe un contrat avec l'équipe Tudor pour les saisons 2024 à 2026. Il renoue avec la victoire le 25 juillet 2024 en remportant à Herve la 4e étape du Tour de Wallonie et en s'emparant du maillot orange de leader du classement général qu'il conserve à l'issue de la dernière étape.

## Vie privée
Parallèlement à sa carrière de coureur, Trentin a poursuivi des études d'économie jusqu'à l'âge de 23 ans.

## Palmarès en cyclo-cross
- 2005-2006
  - 3e du championnat d'Italie de cyclo-cross juniors
- 2006-2007
  -  Champion d'Italie de cyclo-cross juniors
- 2008-2009
  - 2e du championnat d'Italie de cyclo-cross espoirs
- 2009-2010
  - 3e du championnat d'Italie de cyclo-cross espoirs
  - 9e du championnat du monde de cyclo-cross espoirs[n 3]
- 2010-2011
  - 3e du championnat d'Italie de cyclo-cross espoirs

## Palmarès sur route et classements mondiaux

### Palmarès amateur
- 2009
  - 3e de La Bolghera
- 2010
  - Coppa Città di Lonigo
  - 1re étape du Tour du Frioul-Vénétie julienne
  - 2e de la Ruota d'Oro
  - 2e du Trofeo Alcide Degasperi
  - 3e du Grand Prix de la ville de Felino
- 2011
  -  Champion d'Italie sur route espoirs
  - La Bolghera
  - Giro del Pratomagno
  - 1re étape du Giro Pesche Nettarine di Romagna
  - Gran Premio della Liberazione
  - Trofeo Alcide Degasperi
  - 2e du Grand Prix Industrie del Marmo
  - 3e du Mémorial Morgan Capretta
  - 5e du Tour des Flandres espoirs

### Palmarès professionnel
- 2012
  - Gullegem Koerse
- 2013

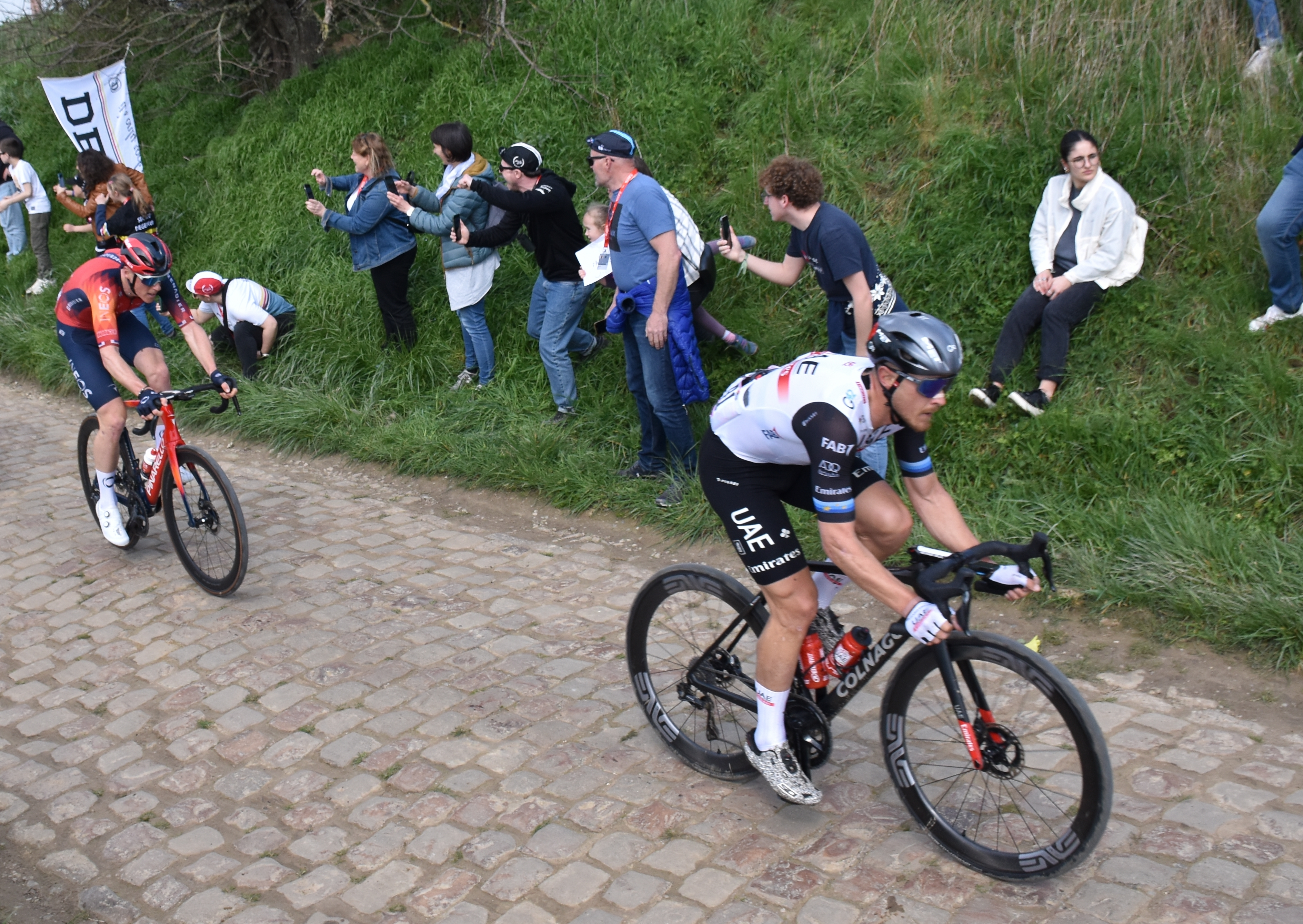
Paris-Roubaix 2023 - Secteur pavé de Quiévy à Saint-Python - N° 141 Matteo Trentin.

  - 14e étape du Tour de France

- 2014

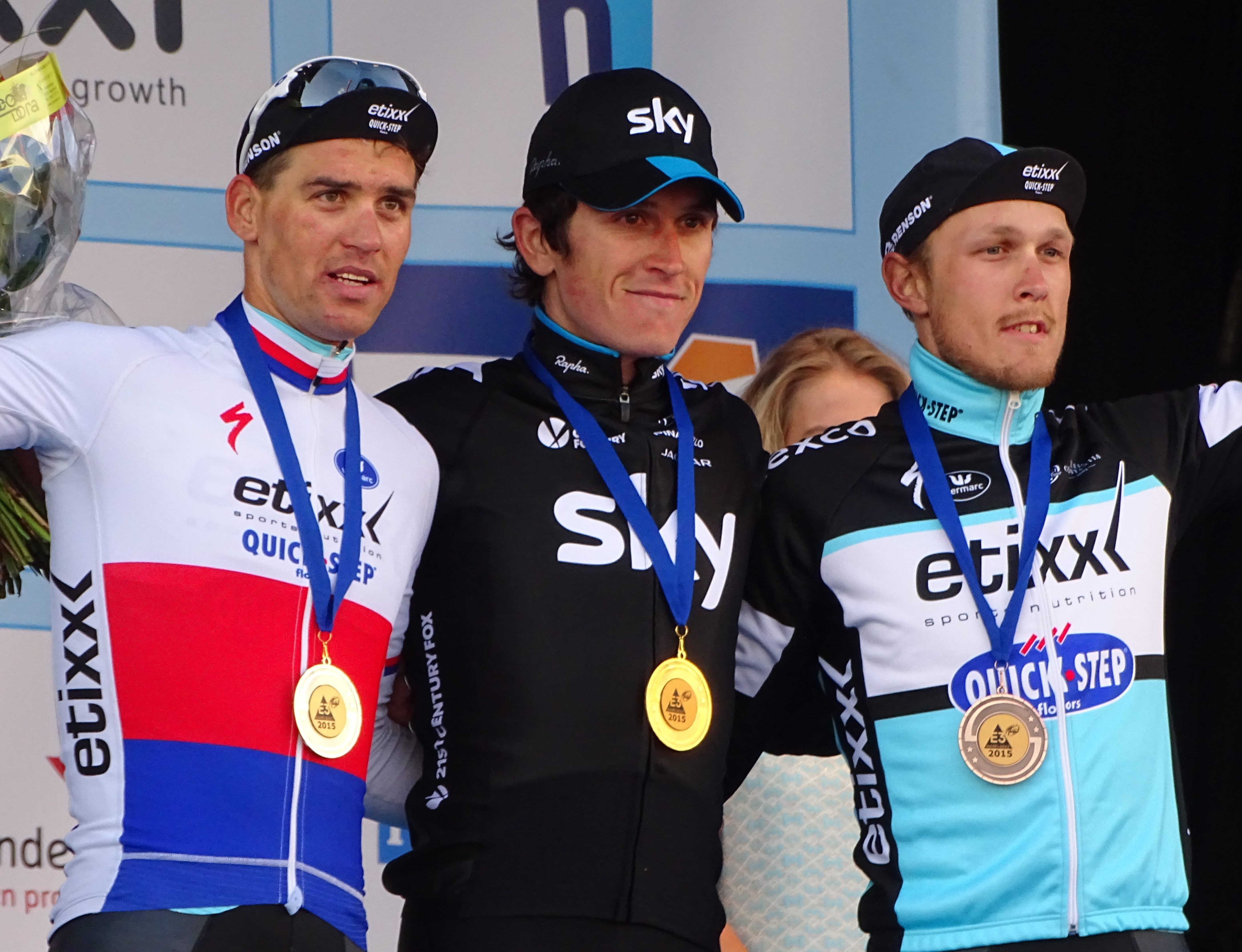
Podium de l'édition 2015 du Grand Prix E3 : Zdeněk Štybar (2e), Geraint Thomas (1er) et Matteo Trentin (3e).

  - 1re étape de Tirreno-Adriatico (contre-la-montre par équipes)
  - 6e étape du Tour de Suisse
  - 7e étape du Tour de France
- 2015
  - 2e et 5e étapes du Tour du Poitou-Charentes
  - 6e étape du Tour de Grande-Bretagne
  - Paris-Tours
  - 2e du Tour du Piémont
  - 3e du Grand Prix E3
  - 3e de la Coppa Bernocchi
- 2016
  - Tour d'Italie :
    -  Prix de la combativité
    - 18e étape

  - 4e étape du Tour de Wallonie
  - 1re étape du Tour de l'Ain
  - 9e de la Bretagne Classic
  - 9e de l'EuroEyes Cyclassics
  - 10e de Milan-San Remo

- 2017
  - 2e étape du Tour de Burgos
  - 4e, 10e, 13e et 21e étapes du Tour d'Espagne
  - Primus Classic
  - Paris-Tours
  - 2e de Binche-Chimay-Binche

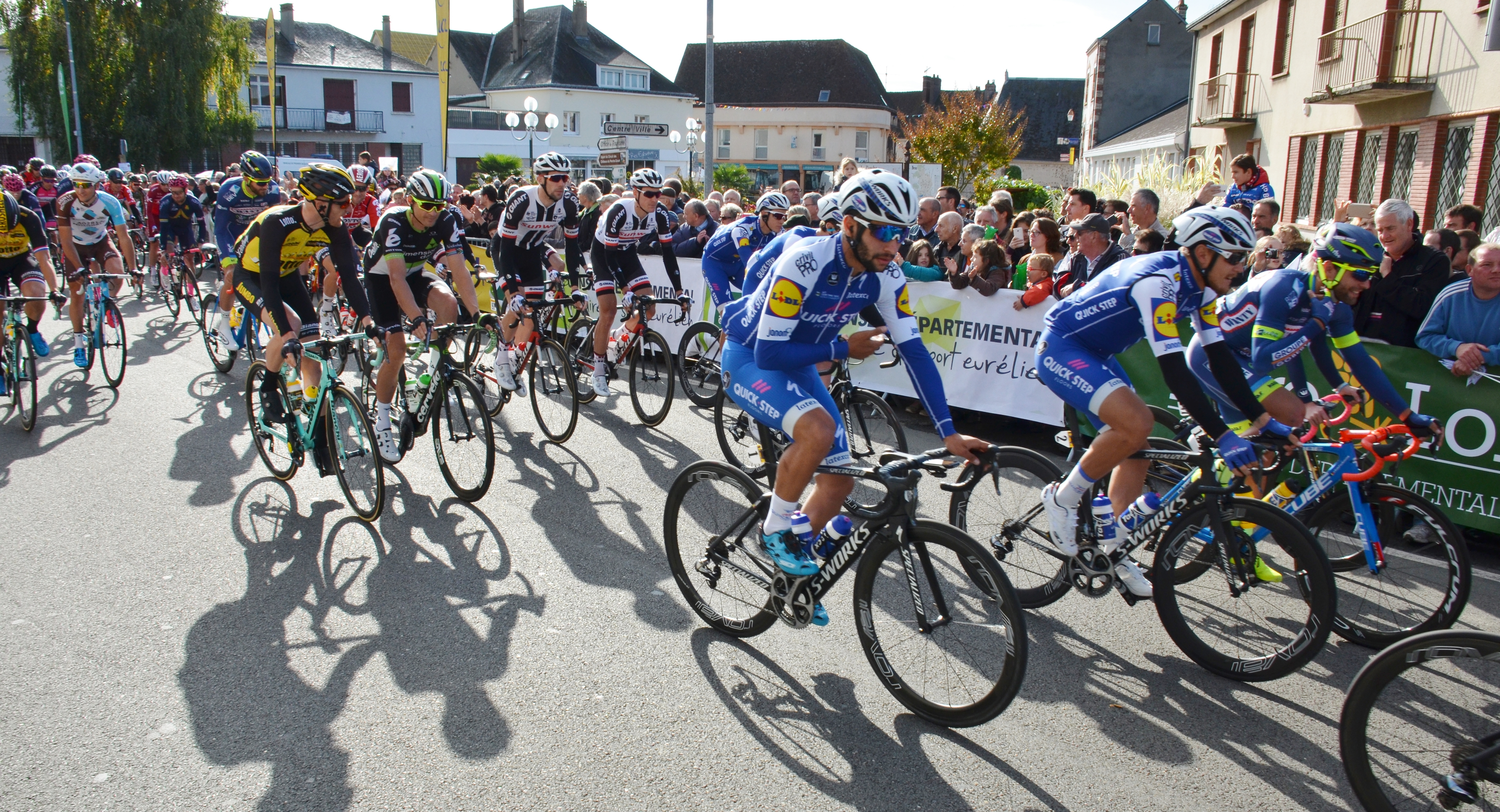
Matteo Trentin (2e à droite) lors du départ du Paris-Tours 2017 à Brou

  - 4e du championnat du monde sur route
  - 9e du Circuit Het Nieuwsblad
- 2018
  -  Champion d'Europe sur route
  - 5e étape du Tour du Guangxi
  - 5e de la EuroEyes Cyclassics
  - 7e de Gand-Wevelgem
- 2019
  - 2e étape du Tour de la Communauté valencienne
  - 2e et 5e étapes du Tour d'Andalousie
  - 17e étape du Tour de France
  - 2e étape du Tour de Grande-Bretagne
  - Trophée Matteotti
  -  Médaillé d'argent au championnat du monde sur route
  - 2e du Tour de Grande-Bretagne
  - 7e de l'E3 BinckBank Classic
  - 7e de Gand-Wevelgem
  - 7e du championnat d'Europe sur route
  - 7e de la EuroEyes Cyclassics
  - 9e du Circuit Het Nieuwsblad
  - 10e de Milan-San Remo
  - 10e de l'Amstel Gold Race
- 2020
  - 3e de Gand-Wevelgem
  - 4e du Circuit Het Nieuwsblad
  - 6e des Trois Jours de Bruges-La Panne
- 2021
  - Trophée Matteotti
  - 2e de la Coppa Agostoni
  - 2e du Tour de Vénétie
  - 3e de Gand-Wevelgem
  - 3e de la Flèche brabançonne
  - 4e du championnat d'Europe sur route
  - 8e du Circuit Het Nieuwsblad
- 2022
  - Le Samyn
  - 2e étape du Tour de Luxembourg
  - Tour de Vénétie
  - 2e du Tour de Murcie
  - 5e du championnat du monde sur route
  - 7e du Circuit Het Nieuwsblad
- 2023
  - 9e du Renewi Tour
  - 10e du Tour des Flandres
- 2024
  - Tour de Wallonie : 
    - Classement général
    - 4e étape

  - 3e de la Clásica de Almería
  - 9e du Circuit Het Nieuwsblad
  - 9e de la Cyclassics Hamburg
  - 10e de Gand-Wevelgem
- 2025
  - 9e de Milan-San Remo

### Résultats sur les grands tours

#### Tour de France
8 participations
- 2013 : 142e, vainqueur de la 14e étape
- 2014 : 93e, vainqueur de la 7e étape
- 2015 : 117e
- 2017 : hors délais (9e étape)
- 2019 : 52e, vainqueur de la 17e étape
- 2020 : 79e
- 2023 : 107e
- 2025 : 99e

#### Tour d'Italie
3 participations
- 2013 : 118e
- 2016 : 74e, vainqueur de la 18e étape,  vainqueur du prix de la combativité
- 2024 : 82e

#### Tour d'Espagne
3 participations
- 2017 : 84e, vainqueur des 4e, 10e, 13e et 21e étapes
- 2018 : 125e
- 2021 : 80e

### Classiques et grands championnats
| AB    | Abandon        | HD            | Hors-délais       | -             | Pas de participation | ×                | Pas d'épreuve         |                        |                       |                  |              |                |                          |                   |             |
| Année | Milan-San Remo | Grand Prix E3 | Tour des Flandres | Gand-Wevelgem | Paris-Roubaix        | Amstel Gold Race | Clásica San Sebastián | Europe-Course en ligne | Cyclassics de Hamboug | Bretagne Classic | GP de Québec | GP de Montréal | Mondial- Course en ligne | Tour de Lombardie | Paris-Tours |
| 2011  | -              | -             | -                 | -             | -                    | -                | -                     | x                      | 85e                   | 113e             | 36e          | 51e            | -                        | AB                | -           |
| 2012  | AB             | 90e           | AB                | 64e           | AB                   | -                | -                     | x                      | 83e                   | 105e             | 83e          | 76e            | 120e                     | -                 | -           |
| 2013  | -              | -             | -                 | -             | -                    | -                | -                     | x                      | -                     | -                | 36e          | 17e            | -                        | -                 | -           |
| 2014  | AB             | -             | 58e               | 15e           | 95e                  | -                | -                     | x                      | 27e                   | 52e              | 128e         | AB             | -                        | -                 | -           |
| 2015  | -              | 3e            | 88e               | 28e           | 51e                  | -                | 87e                   | x                      | -                     | 24e              | -            | -              | 34e                      | AB                | Vainqueur   |
| 2016  | 10e            | 12e           | 34e               | 47e           | 36e                  | -                | -                     | -                      | 9e                    | 9e               | 64e          | 68e            | AB                       | -                 | 4e          |
| 2017  | 55e            | 22e           | 13e               | 51e           | 88e                  | -                | -                     | -                      | -                     | -                | -            | -              | 4e                       | -                 | Vainqueur   |
| 2018  | 37e            | 11e           | 45e               | 7e            | AB                   | -                | -                     | Vainqueur              | 5e                    | -                | -            | -              | -                        | -                 | -           |
| 2019  | 10e            | 7e            | 21e               | 7e            | 43e                  | 10e              | -                     | 7e                     | 7e                    | 22e              | -            | -              | 2e                       | AB                | -           |
| 2020  | AB             | x             | 62e               | 3e            | x                    | x                | x                     | 45e                    | x                     | -                | x            | x              | -                        | -                 | -           |
| 2021  | 12e            | 18e           | 57e               | 3e            | AB                   | 12e              | AB                    | 4e                     | x                     | -                | x            | x              | AB                       | -                 | -           |
| 2022  | -              | -             | 34e               | 70e           | 43e                  | 17e              | -                     | 64e                    | 12e                   | 88e              | -            | -              | 5e                       |                   |             |
| 2023  | 19e            | AB            | 10e               | 21e           | 19e                  | 52e              | -                     |                        |                       |                  |              |                |                          |                   |             |
| 2024  | 21e            | 23e           | 19e               | 10e           | -                    | -                |                       |                        |                       |                  |              |                |                          |                   |             |
| 2025  | 9e             | 14e           | 22e               | 15e           | -                    | AB               |                       |                        |                       |                  |              |                |                          |                   |             |

### Classements mondiaux
| Année                                 | 2010 | 2011 | 2012 | 2013 | 2014 | 2015 | 2016 | 2017 | 2018 | 2019 | 2020 | 2021 | 2022 | 2023 | 2024 |
| ------------------------------------- | ---- | ---- | ---- | ---- | ---- | ---- | ---- | ---- | ---- | ---- | ---- | ---- | ---- | ---- | ---- |
| UCI World Tour                        |      |      | nc   | 113e | 95e  | 74e  | 93e  | 61e  | 77e  |      |      |      |      |      |      |
| Classement mondial                    |      |      |      |      |      |      | 69e  | 23e  | 70e  | 19e  | 59e  | 24e  | 45e  | 92e  | 81e  |
| UCI Europe Tour                       | 143e | nc   |      |      |      |      | 98e  | 10e  | 73e  | 18e  | 49e  | 21e  | 38e  | 74e  | 65e  |
| UCI Asia Tour                         | nc   | nc   |      |      |      |      | 494e | nc   | 306e |      |      |      |      |      |      |
|                                       |      |      |      |      |      |      |      |      |      |      |      |      |      |      |      |
| Légende : nc = non classéSource : UCI |      |      |      |      |      |      |      |      |      |      |      |      |      |      |      |

## Distinctions
- Mémorial Gastone Nencini (révélation italienne de l'année) : 2014
- Oscar TuttoBici : 2022